# لينكا
لينكا كريباتش (بالإنجليزية: Lenka Kripac)‏ هي مغنية أسترالية ولدت في يوم 19 مارس 1978 في بلدة بيغا في نيو ساوث ويلز في أستراليا، أشتهرت بأغنية The Show، من ألبوم Lenka الذي طرحته في 2008، تنحدر لينكا من أصل تشيكي.

## وصلات خارجية
- لينكا على موقع IMDb (الإنجليزية)
- لينكا على موقع ألو سيني (الفرنسية)
- لينكا على موقع ميوزك برينز (الإنجليزية)
- لينكا على موقع أول موفي (الإنجليزية)
- لينكا على موقع أول ميوزيك (الإنجليزية)
- لينكا على موقع ديسكوغز (الإنجليزية)
- لينكا على موقع ديسكوغز (الإنجليزية)
- لينكا على موقع قاعدة بيانات الفيلم (الإنجليزية)
- لينكا على موقع كينوبويسك (الروسية)

- الموقع الرسمي
- الصفحة الرسمية على فيسبوك